# Mark Irwin
Mark Irwin (ur. 7 sierpnia 1950 r. w Toronto) – kanadyjski operator filmowy. Członek elitarnych stowarzyszeń: American Society of Cinematographers (ASC) i Canadian Society of Cinematographers (CSC).

## Wybrana filmografia
Pełna filmografia Irwina obejmuje ponad sto tytułów − przede wszystkim filmy kinowe i telewizyjne, rzadziej seriale tv. Poniżej zawarto wybór owych projektów:
- Wideodrom (1983), reż. David Cronenberg
- Martwa strefa (The Dead Zone, 1983), reż. David Cronenberg
- Youngblood (1986), reż. Peter Markle
- Mucha (The Fly, 1986), reż. David Cronenberg
- Plazma (The Blob, 1988), reż. Chuck Russell
- Postrach nocy 2 (Fright Night 2, 1988), reż. Tommy Lee Wallace
- Bat 21 (Bat*21, 1988), reż. Peter Markle
- Opowieści z krypty (Tales from the Crypt, 1990) (serial TV, praca przy jednym odcinku)
- Klasa 1999 (Class of 1999, 1990), reż. Mark L. Lester
- Mroczny anioł (Dark Angel, 1990), reż. Craig R. Baxley
- Ostry poker w Małym Tokio (Showdown in Little Tokyo, 1991), reż. Mark L. Lester
- Pasażer 57 (Passenger 57, 1992), reż. Kevin Hooks
- Nowy koszmar Wesa Cravena (New Nightmare, 1994), reż. Wes Craven
- Głupi i głupszy (Dumb & Dumber, 1994), reż. Bobby Farrelly i Peter Farrelly
- Wampir w Brooklynie (Vampire in Brooklyn, 1995), reż. Wes Craven
- Kręglogłowi (Kingpin, 1996), reż. Bobby Farrelly i Peter Farrelly
- Krzyk (Scream, 1996), reż. Wes Craven
- Sposób na blondynkę (There's Something About Mary, 1998), reż. Bobby Farrelly i Peter Farrelly
- Zakochana złośnica (10 Things I Hate About You, 1999), reż. Gil Junger
- Ostra jazda (Road Trip, 2000), reż. Todd Phillips
- Ja, Irena i Ja (Me, Myself & Irene, 2000), reż. Bobby Farrelly i Peter Farrelly
- Osmosis Jones (2001), reż. Piet Kroon, Bobby Farrelly i Peter Farrelly
- American Pie 2 (2001), reż. James B. Rogers
- Powiedz, że to nie tak (Say It Isn't So, 2001), reż. James B. Rogers
- Straszny film 3 (Scary Movie 3, 2003), reż. David Zucker
- Old School: Niezaliczona (Old School, 2003), reż. Todd Phillips
- Raperzy z Malibu (Malibu's Most Wanted, 2003), reż. John Whitesell
- Wesołych świąt (Deck the Halls, 2006), reż. John Whitesell
- Agent XXL 2 (Big Momma's House 2, 2006), reż. John Whitesell
- Sydney i siedmiu nieudaczników (Sydney White and the Seven Dorks, 2007), reż. Joe Nussbaum

## Nagrody i wyróżnienia
- 1984, Canadian Society of Cinematographers Awards:
  - nagroda CSC w kategorii najlepsze zdjęcia do filmu kinowego (Wideodrom)
- 1984, Genie Awards:
  - nominacja do nagrody Genie w kategorii największe osiągnięcie w dziedzinie operatorstwa filmowego (Wideodrom)
- 1985, Canadian Society of Cinematographers Awards:
  - nagroda CSC w kategorii najlepsze zdjęcia do filmu kinowego (Martwa strefa)
- 1986, Canadian Society of Cinematographers Awards:
  - nagroda CSC w kategorii najlepsze zdjęcia do filmu kinowego (Youngblood)
- 1987, Canadian Society of Cinematographers Awards:
  - nagroda CSC w kategorii najlepsze zdjęcia do filmu kinowego (Mucha)